# Coleoxestia semipubescens
Coleoxestia semipubescens är en skalbaggsart som beskrevs av Julius Melzer 1923. Coleoxestia semipubescens ingår i släktet Coleoxestia och familjen långhorningar.
Artens utbredningsområde är Paraguay. Inga underarter finns listade i Catalogue of Life.